# Robert Henry Clarke
Robert Henry Clarke fue un oceanógrafo inglés especializado en cetáceos (6 de marzo de 1919, Londres, Inglaterra - 8 de mayo de 2011, Pisco, Perú). Sus numerosas investigaciones sobre el cachalote contribuyeron a proteger esta ballena contra los peligros de sobreexplotación durante los años de extensa cacería ballenera en el Pacífico Sur.
El Dr. Robert Henry Clarke realizó estudios de Oceanografía en New college, Oxford, Inglaterra (1938-39 y 1945-46); durante la Segunda Guerra Mundial participó activamente en el Departamento de desactivación de bombas sin explotar de la Armada Británica. En 1957 se graduó como Doctor en Oceanógrafía de la Universidad de Oslo, Noruega, con la tesis Sperm whales of the Azores. Durante 1947 hasta 1971 trabajó para el National Institute of Oceanography, Inglaterra. En 1954 fue el asesor técnico para la película Moby Dick, dirigida por John Huston.
En 1947 encontró en el estómago de un cachalote un ejemplar del raro pez de aguas profundas Ceratias holbölli; dicho pez todavía se encuentra en exhibición en el Nuevo Centro Darwin del Museo de Historia Natural en Londres.  
En 1958 fue enviado por la FAO de las Naciones Unidas a Sudamérica para organizar la investigación ballenera en Perú, Ecuador y Chile, y formó parte del grupo de expertos que creó IMARPE (Instituto del Mar del Perú). Trabajó con la Comisión Permanente del Pacífico Sur para planificar y diseñar laboratorios de investigación en las plantas balleneras de Chile y Perú, y formar biólogos expertos en investigación de ballenas. Durante 1977-80 fue catedrático investigador en la Universidad Autónoma de Baja California, México; y en 1981-82 fue catedrático investigador en el Instituto de Investigación y Estudios Avanzados en Yucatán, México. Participó en expediciones oceanográficas en todos los océanos y mares del mundo, excepto el mar Caspio y el mar Muerto. 
Sus investigaciones balleneras demostraron que la existencia de cachalotes estaba declinando peligrosamente debido a la sobrecaza en la década de 1970; como resultado de éstas y otras investigaciones similares la Comisión Ballenera Internacional declaró una moratoria en la caza de ballenas a nivel mundial en 1986. 
Es autor de más de 100 publicaciones sobre la biología y conservación de ballenas en el Ártico, Antártico, Atlántico, Pacífico, Índico y Mediterráneo, sobre calamares y peces de fondo, entre otros temas, destacando el trabajo de investigación en siete partes Sperm Whales of the Southeast Pacific, y el libro Open boat whaling in the Azores (1954), traducido al portugués en el 2001. En el 2009 IMARPE publicó la edición especial Resúmenes de las Investigaciones Balleneras en el Pacífico Sureste y otros Océanos, por Robert Clarke y Obla Paliza, que contiene los resúmenes de la mayoría de los trabajos previamente publicados en otras revistas científicas del mundo. 
En el 2007 fue sobreviviente del devastador terremoto que azotó la ciudad de Pisco en Perú; posteriormente, en 2010 publicó junto con su esposa y colaboradora científica Obla Paliza, el libro en homenaje a la provincia de Pisco: PISCO, Historia, biodiversidad e industria antes y después del terremoto del 2007.
Referencias
Dr. Robert H. Clarke (1919 - 2011) (Obituario en Español)
Instituto del Mar del Perú, v. 36, N.º 1-2, 2011 (ISSN 0378-7702)
Instituto del Mar del Perú, v. 23, N.º 1-2, 2009 (ISSN 0378-7699)
Clarke, Robert. 1954. Open boat whaling in the Azores: The history and present methods of a relic industry. Discovery Reports XXVI, pp. 281-354
Clarke, R., Paliza, O. & Aguayo L. 1994. Sperm whales of the Southeast Pacific, Part VI. Growth and breeding in the male. Investigations on Cetacea, edit. G. Pilleri, Paciano, Italia, 25:93-224
Clarke, R & Paliza, O. 2000. The Humboldt Current squid Dosidicus gigas (Orbigny, 1835). Revista de Biología Marina y Oceanografía, 35: 1-39
Clarke, R. 2006. The Origin of Ambergris. Latin American Journal of Aquatic Mammals 5(1): 7-21
Clarke, Robert y Paliza, Obla, PISCO: Historia, Biodiversidad e Industria antes y después del terremoto del 2007, Autoeditado, Pisco, 2010 (ISBN 978-612-00-0439-5)